# Laxton, Nottinghamshire
Laxton är en by i civil parish Laxton and Moorhouse, i distriktet Newark and Sherwood, i grevskapet Nottinghamshire i England. Byn är belägen 20 km från Mansfield. Byn nämndes i Domedagsboken (Domesday Book) år 1086, och kallades då Laxintune.